# Al-Kasra (Dajr az-Zaur)
Al-Kasra (arab. الكسرة) – miasto w Syrii, w muhafazie Dajr az-Zaur. W 2004 roku liczyło 7659 mieszkańców.